# Landon Ronald
Sir Landon Ronald (* 7. Juni 1873 in London; † 14. August 1938 ebenda; vollständiger Name Landon Ronald Russell) war ein englischer Dirigent, Musikpädagoge und Komponist.
Der uneheliche Sohn des Sängers und Komponisten Henry Russell studierte von 1884 bis 1890 am Royal College of Music u. a. bei Charles Villiers Stanford und Hubert Parry. Bereits siebzehnjährig debütierte er als Dirigent am Lyric Theatre in London. Er wurde Korrepetitor am Royal Opera House in Covent Garden und Dirigent des Tourneeensembles von Augustus Harris. 1894 begleitete er die Sängerin Nellie Melba auf einer Tournee durch die USA.
1896 dirigierte er Gounods Faust in Covent Garden. Zwischen 1898 und 1902 dirigierte er Operetten in Londons West End und gab im Sommer Konzerte in Blackpool. 1900 engagierte ihn Fred Gaisberg als musikalischen Berater an seine The Gramophone Company, die sich ab 1909 His Master’s Voice nannte. Aus der Zusammenarbeit entstanden zahlreiche Aufnahmen mit den Sängerinnen Adelina Patti und Nellie Melba.
Ab 1904 leitete Ronald das London Symphony Orchestra, mit dem er 1909 die Erstaufführung von Edward Elgars Erster Sinfonie in Rom spielte; dieser widmete ihm später seinen Falstaff. Von 1909 bis 1928 leitete er das von Thomas Beecham gegründete New Symphony Orchestra (seit 1915 Royal Albert Hall Orchestra), das erste Sinfonieorchester in England, das einen Plattenvertrag (mit der Grammophon Company) hatte. 
Außerdem leitete er zwischen 1916 und 1920 das Royal Scottish National Orchestra und wirkte als Gastdirigent des Birmingham Symphony Orchestra. Von 1910 bis zu seinem Tode leitete er die Guildhall School of Music. 1922 wurde er als Knight Bachelor geadelt. Ronald komponierte mehr als 200 Lieder, darunter die Serenade espagnole, die von Enrico Caruso auf Platte aufgenommen wurde.
Sein älterer Bruder Henry Ronald Russell (1871–1937) war Opernimpresario, der Halbbruder William Clark Russell aus der ersten Ehe seines Vaters wurde als Novellist bekannt.